# Аграфа
Агра́фа (грец. Αγράφων) — місто в західній Греції, друге за величиною місто ному Евританія, Центральна Греція.
Населення міста становить 3 691 осіб (2001; 1,0 тисяч в 1991).
Місто розташоване на лівому березі річки Аграфіотіс, лівої притоки річки Ахелоос, серед гористої місцевості Аграфа. Розвиток гірськолижного спорту є найголовнішим стратегічним питанням розвитку регіону. Місто з'єднане з центром ному автошляхами.
Аграфа відома своєю автономією від Османської імперії, яка тривала майже 400 років. Назва пішла від грецького неписаний, тобто вільних міщан від турецького гніту не переписували.
Місто має школу, ліцей, гімназію, церкви, поштове відділення, банки та кілька парків.